# Castanopsis argyi
Castanopsis argyi là một loài thực vật có hoa trong họ Fagaceae. Loài này được (H. Lév.) H. Lév. mô tả khoa học đầu tiên.